# Hans Hinrichs (Verleger)

Hans Hinrichs 1914

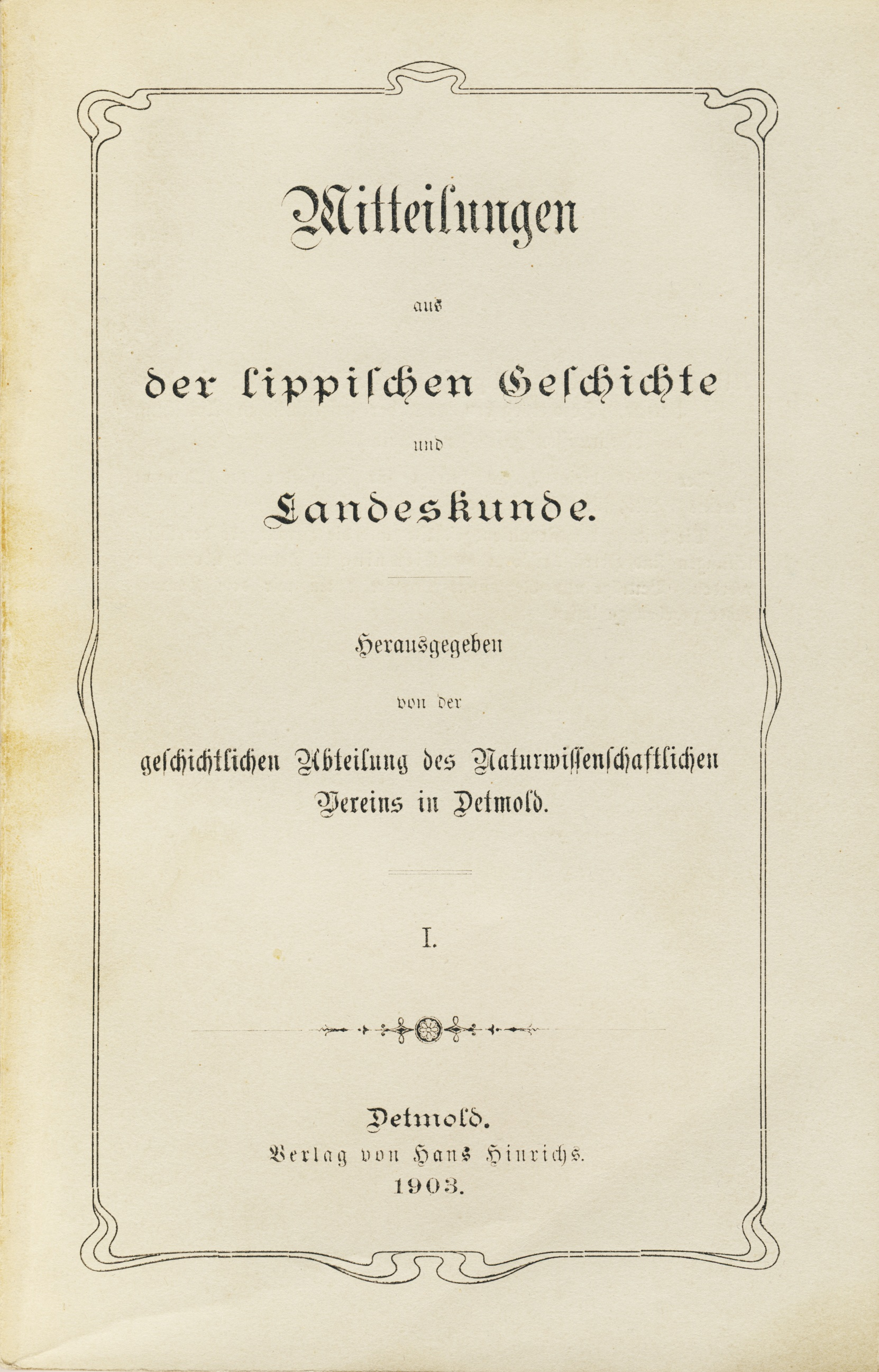
Band 1 der Lippischen Mitteilungen aus dem Verlag von Hans Hinrichs

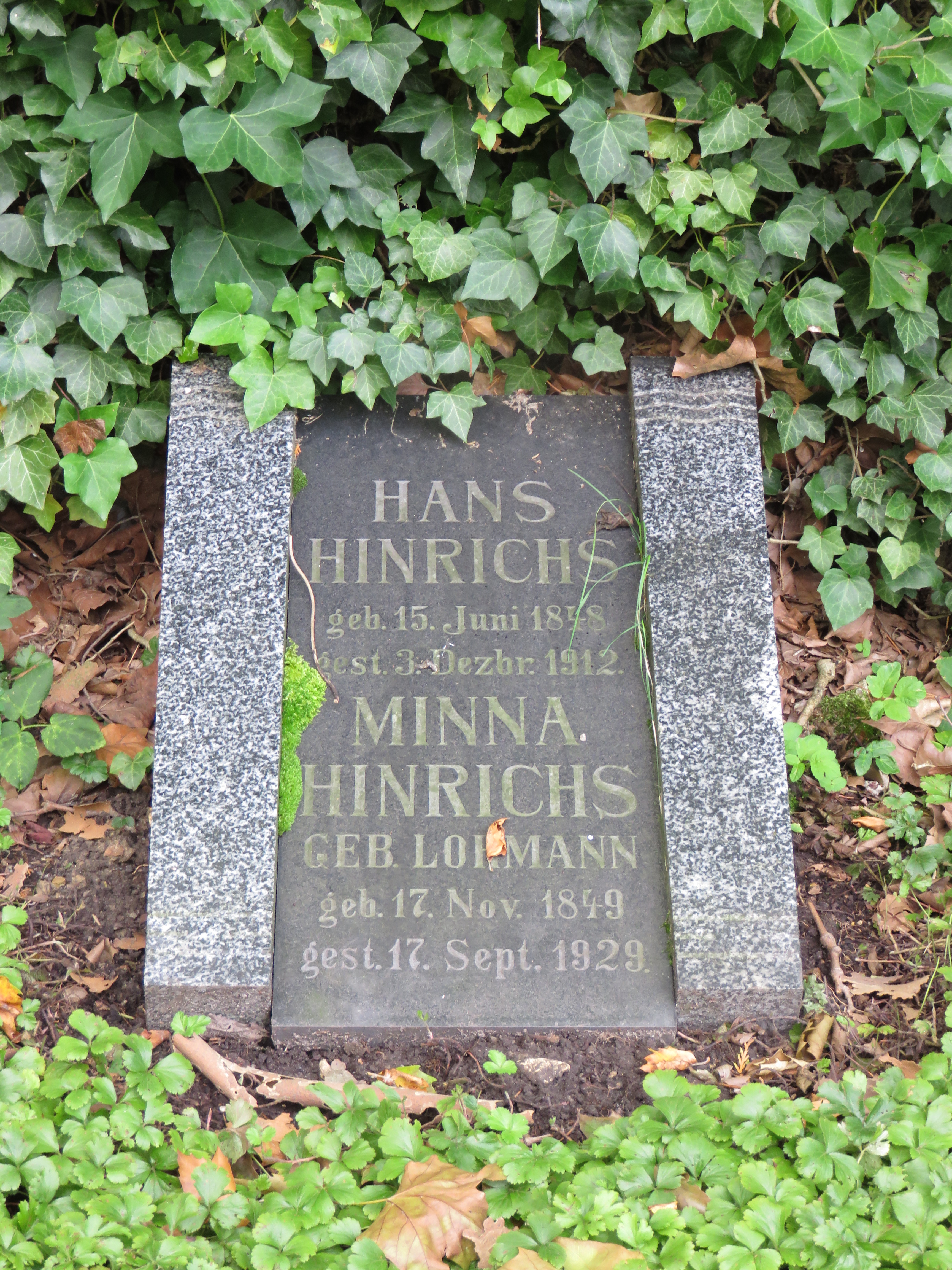
Grab auf dem Alten Friedhof, Detmold

Hans Hinrichs (* 15. Juni 1848 in Esenshammergroden; † 3. Dezember 1912 in Detmold) war ein deutscher Kommerzienrat und Verleger.
Hinrichs war 1904 Gründer und bis zu seinem Tod Vorsitzender der Handelskammer für das Fürstentum Lippe, heute Industrie- und Handelskammer Lippe zu Detmold.
Er war Gründer und Inhaber der Hinrichs’schen Hofbuchhandlung, die in Teilen aus der Sortimentsbuchhandlung der Meyerschen Hofbuchhandlung hervorging, welche er von Wilhelm Klingenberg erworben hatte. Sein Verlag veröffentlichte um die Jahrhundertwende unter anderem Werke von Ludwig Altenbernd, Hans Kiewning und Otto Weerth. Das Verlagsgeschäft ging später an Max Staercke, zu der Zeit Eigentümer der Lippischen Landes-Zeitung, über.
Hans Hinrichs wurde am 23. September 1909 zum Ehrenbürger der Stadt Detmold ernannt. Aufgrund eines Magistratsbeschlusses vom 17. Februar 1913 wurde die ehemalige Steinstoßstraße in Detmold in Hans-Hinrichs-Straße umbenannt. Er war verheiratet mit Minna Hinrichs, geb. Lohmann (1849–1929).